# Președintele Paraguayului
Președintele Paraguayului (în spaniolă Presidente del Paraguay), cunoscut oficial drept președintele Republicii Paraguay (în spaniolă Presidente de la República del Paraguay), este, conform constituției Paraguayului, șeful ramurii executive a guvernului din Paraguay, fiind atât șeful statului, cât și șeful guvernului. Titlul său onorific este Su Excelencia.
Conform constituției din 1992, președintele este are un singur mandat de cinci ani. O încercare a Senatului de a elimina limitele mandatului la 1 aprilie 2017 a dus la proteste; a fost respinsă în cele din urmă.
Biroul prezidențial este Palacio de los López din Asunción. Reședința prezidențială este Mburuvichá Roga, aflată tot în Asunción.
Odată ce președinții părăsesc funcția, acestora li se acordă, prin constituție, poziția de senator pe viață, fără drept de vot.
Actualul președinte al Paraguayului este Santiago Peña, aflat în funcție din 15 august 2023.